# آپولونیوس
آپولونیوس از پرج (به یونانی: Ἀπολλώνιος) ریاضیدان یونانی که در سال ۲۲۰–۲۵۰ ق. م در شهر پرگا در آسیای صغیر (ساحل جنوبی ترکیه امروزی) در زمان سلطنت بطلمیوس به دنیا آمد. آپولونیوس در موزیوم علم و دانش را فرا گرفت.
آپولونیوس اتحاد ثلاثه‌ای که دانشمندانی همچون اقلیدس و ارشمیدس به وجود آورده بودند را تکمیل کرد؛ هرچند که از نظر مقام با اقلیدس و ارشمیدس هم‌ارز نیست اما او کسی است که هندسه یونانی را کامل کرد. همچنین، او کتابی را در زمینه هندسه تألیف کرد که موضوع آن قطوع مخروطیست در این کتاب از سه نوع منحنی صحبت شده که اقلیدس در کتابش نامی از آن‌ها نبرده است.
قطوع مخروطی آپولونیوس که وی دربارهٔ آن‌ها بحث می‌کرد، تا مدت‌های مدید مورد قبول واقع نشد و عده‌ای از دانشمندان آن را فقط تمرینی برای ورزیدگی فکری در زمینه ریاضی می‌دانستند اما بعدها در زمان کپلر و نیوتون به اهمیت آن پی بردند. ریاضیدانان بزرگ و مشهور نام‌هایی برای این منحنی‌ها انتخاب کردند که هنوز نیز رواج دارد.